# 1468年
| 千纪： | 2千纪 |
| 世纪： | 14世纪 \| 15世纪 \| 16世纪                                                                                 |
| 年代： | 1430年代 \| 1440年代 \| 1450年代 \| 1460年代 \| 1470年代 \| 1480年代 \| 1490年代                           |
| 年份： | 1463年 \| 1464年 \| 1465年 \| 1466年 \| 1467年 \| 1468年 \| 1469年 \| 1470年 \| 1471年 \| 1472年 \| 1473年 |
| 纪年： | 戊子年（鼠年）；明成化四年；越南光順九年；日本應仁二年                                                     |

## 大事记
- 6月30日——卡特琳娜·科納羅與詹姆士二世的代理人舉行婚禮，開啟威尼斯征服塞浦路斯的行動。
- 8月26日——貝達·馬亞姆（英语：Baeda Maryam I）接替他的父親扎拉·雅各布，成為衣索比亞皇帝。
- 緬甸阿瓦王朝君主那臘勃底為其孫德多覺刺傷，死於卑謬，其子底哈都拉即位，王太后於是唆使東籲反叛。
- 烏茲別克汗國首領阿布海兒、謝赫海達爾在反哈薩克人的戰役中被殺，烏茲別克部落陷入分裂
- 白羊王朝攻滅同為土庫曼族建立的黑羊王朝，隨後擊敗帖木兒帝國的卜撒因,占領了巴格達以及波斯灣沿岸，並進一步將疆域伸展至伊朗甚至到達了呼羅珊地區。
- 成化四年夏四月，满俊据宁夏石城叛明。
- 桑尼·阿里從圖阿列格人手中奪取了廷巴克圖，正式建立桑海帝國，也是西非黑人最後的帝國。

## 出生
- 4月29日——保祿三世，天主教教宗

## 逝世
- 那臘勃底，緬甸阿瓦王朝君主。
- 阿布海兒，烏茲別克汗國可汗，昔班王朝的奠基者之一。